# Expozice rybářských plavidel ve Smiltynė
Expozice rybářských plavidel ve Smiltynė, litevsky Žvejybos laivų ekspozicija, je muzeum rybářských plavidel ve Smiltynė v severní části Kuršské kosy u pobřeží Kuršského zálivu, patřící k městu Klaipėda v Klaipėdském kraji v západní Litvě. Muzeum je součástí místního muzea moře s delfináriem.

## Další informace
Expozice rybářských plavidel ve Smiltynė, která byla založena v roce 1978, představuje fyzicky vystavené lodě na břehu. K vidění je rybářský trawler Dubingiai z roku 1961 s hmotností 330 tun, který byl vyroben v loděnicích Baltija v Klaipėdě, na kterém lze zhlédnout výstavu o sovětské éře s názvem Ilgas reisas (Dlouhá plavba). Vystaven je také ocelový trawler PTB-7167, malý trawler Kolyma (MŽT-90), místní plachetnici s plochým dnem Kurėnas, první vyrobenou litevskou ponorku Lituanika-01 z roku 1968 aj. Vstup do lodí je zpoplatněn.

## Galerie

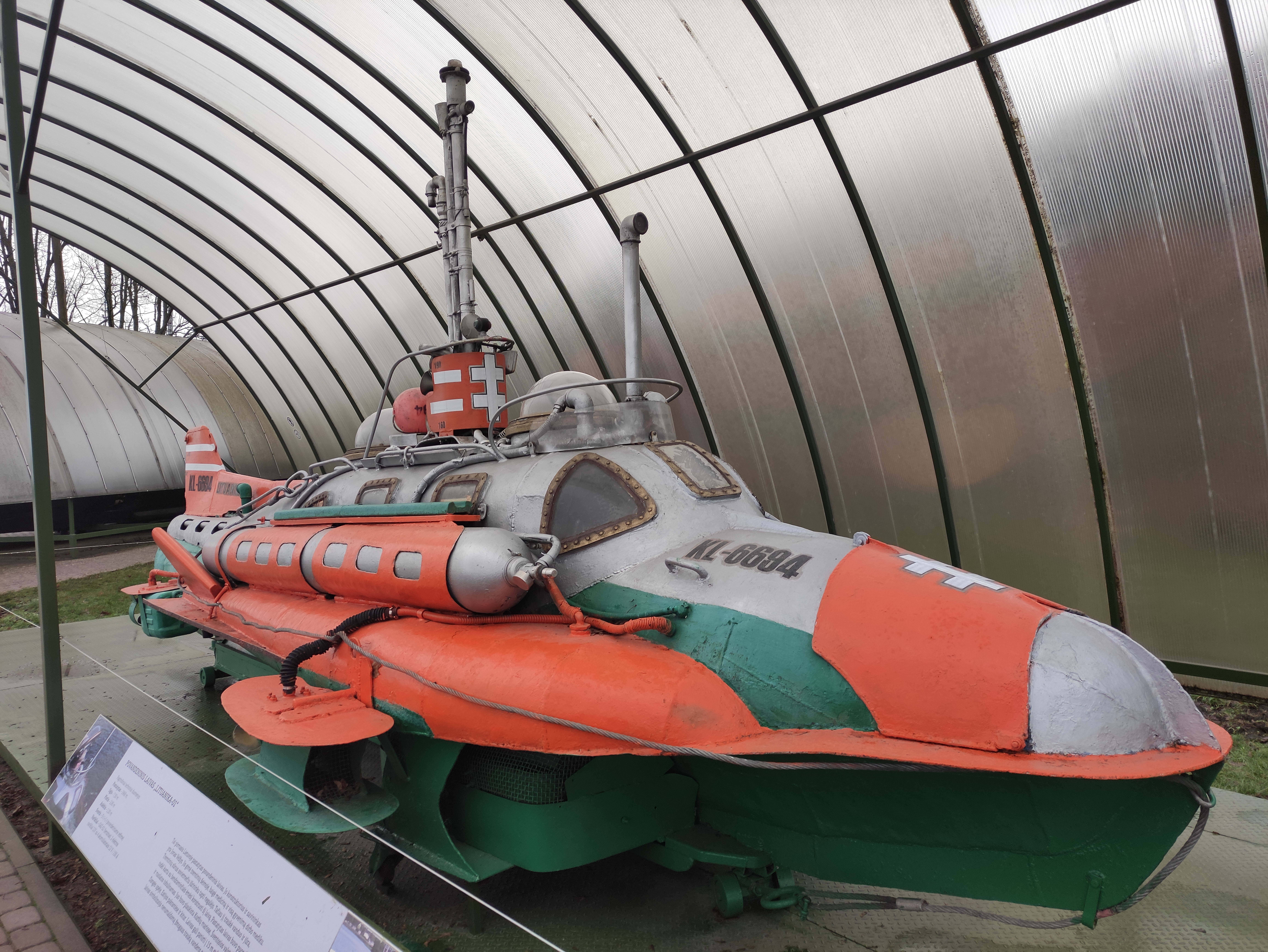
Ponorka Lituanika-01
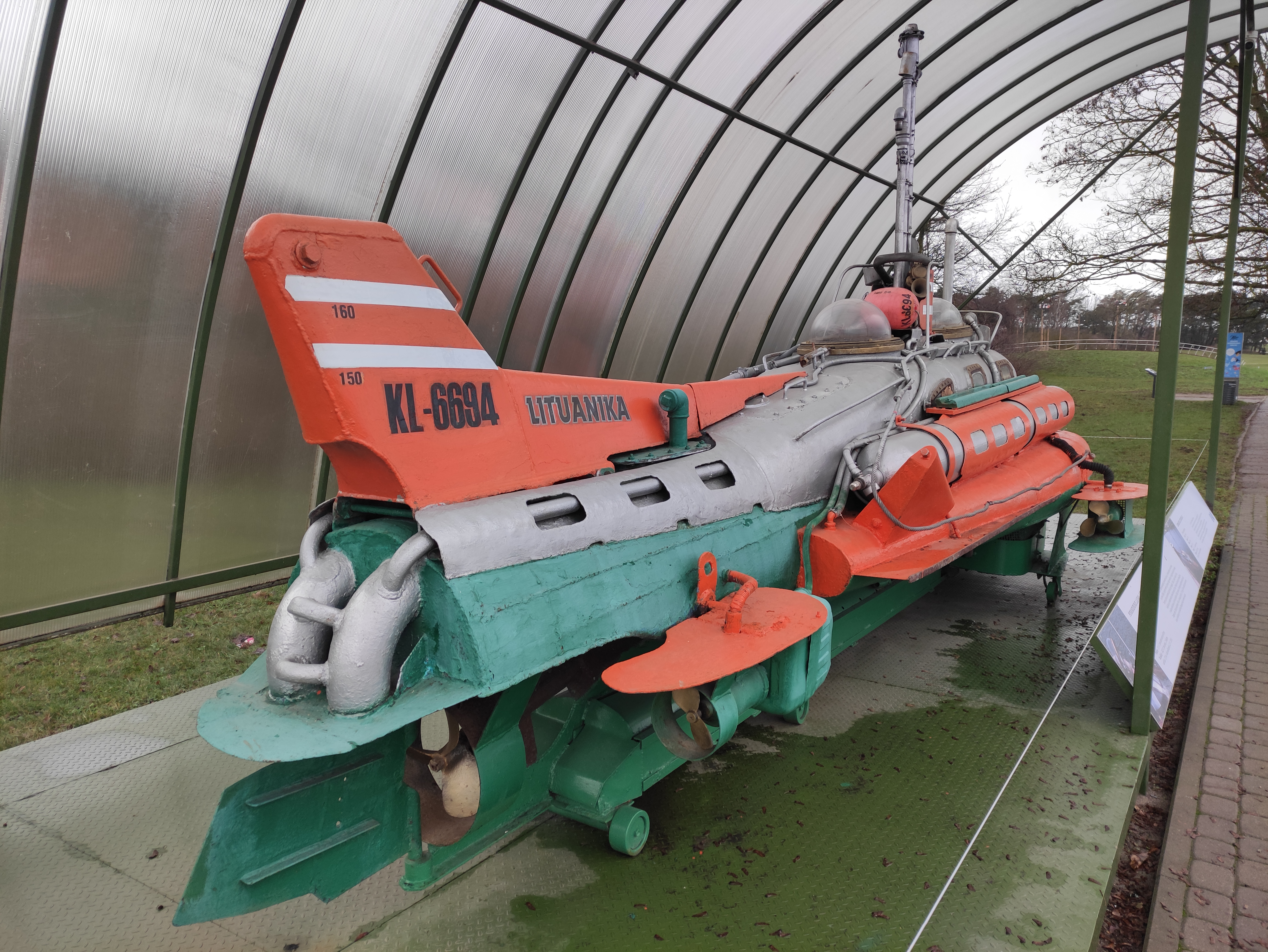
Ponorka Lituanika-01
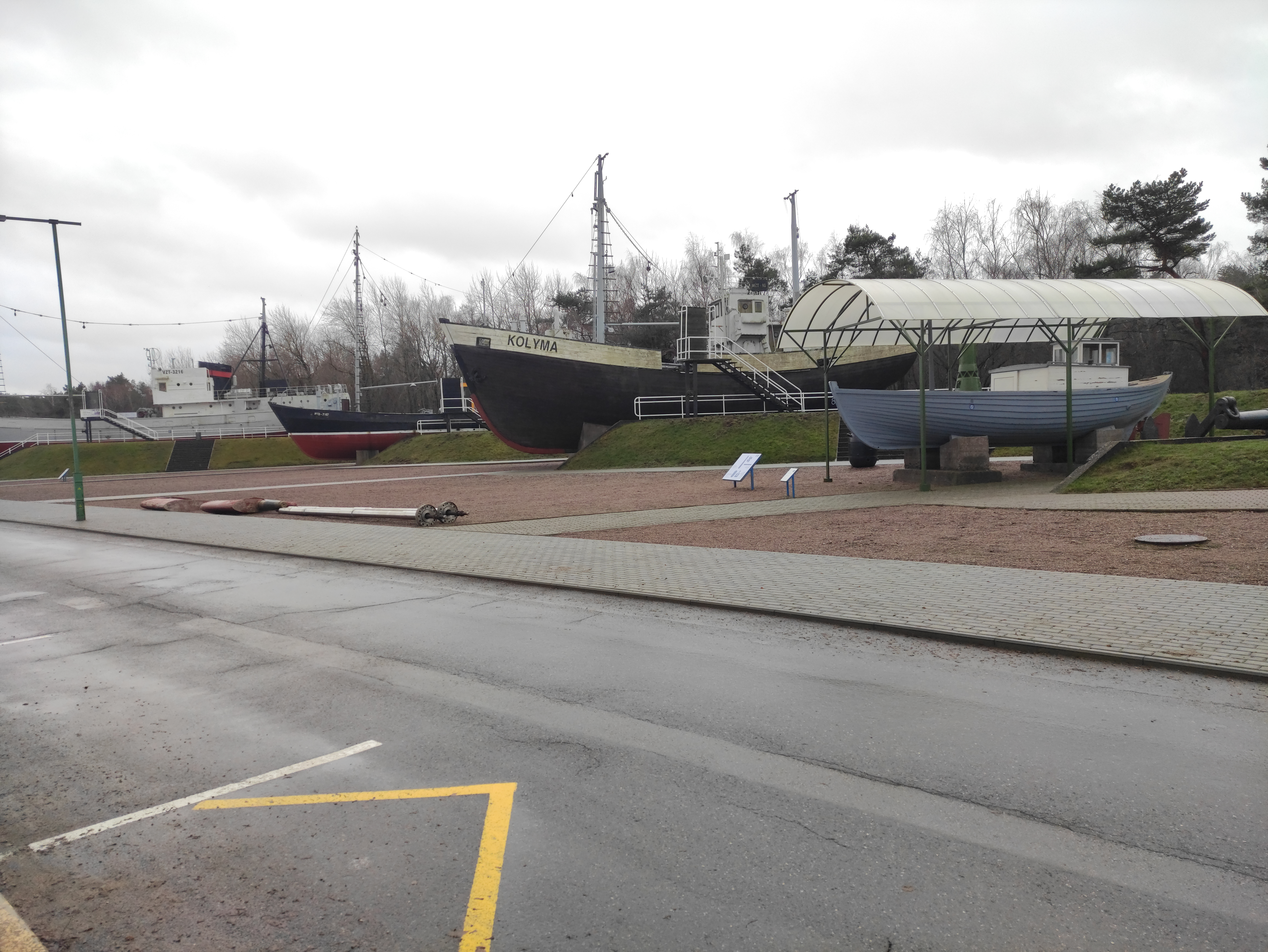
Ekspozice lodí